# Sávos rétiszöcske
A sávos rétiszöcske (Tessellana veyseli) a fürgeszöcskék családjába tartozó, Kelet-Európában honos szöcskefaj.

## Megjelenése
A sávos rétiszöcske testhossza a hím esetében 13-17 mm, a nőstény 14-16 mm, ehhez járul az 5-6 mm-es tojócső. Kis termetű faj, feje a testéhez képest nagy. Színe a világosszürkétől a sárgásbarnáig terjed és sötéten márványos-foltos. A torpajzs sötét oldalsó lebenyének alsó és hátsó széle fehéres-sárgás. A szem tetejétől sötét alapon vékony fehéres vonal húzódik a torpajzsig. A rövid, sötét foltos elülső szárny a potroh felén ér túl, vége kihegyezett. Ritkán hosszú szárnyú egyedek is előfordulnak. A nőstény tojócsöve kissé hajlott, fekete vagy sötétszürke, töve világosabb. 
Ciripelése halk, inkább az ultrahangtartományba tolódik. Éneke másodpercenként 3-5-szöri érdes szillabusokból áll, melyeket szabálytalan időközönként hallat.

### Hasonló fajok
A púposhasú rétiszöcske, a szürke rétiszöcske és a Roesel-rétiszöcske hasonlít hozzá.

## Elterjedése
Kelet-és Délkelet-Európában honos. Elterjedésének nyugati határa Kelet-Ausztria pannon régiójában található, míg keleten Dél-Oroszországig terjed. Magyarországon a síkságokon (Alföldön, Kisalföldön, Budapest környékén) gyakoribb, de a dombságokon is megtalálható.

## Életmódja
Melegkedvelő. Száraz, magasabb füvű gyepek, legelők, parlagok, útmenti cserjék lakója. Mindenevő, a növények mellett kisebb rovarokat, lárvákat is fogyaszt. 
Kifejlett példányaival június végétől szeptember végéig találkozhatunk. Az áttelelő petékből április-májusban kelnek ki a lárvák, amelyek hétszer vedlenek. 

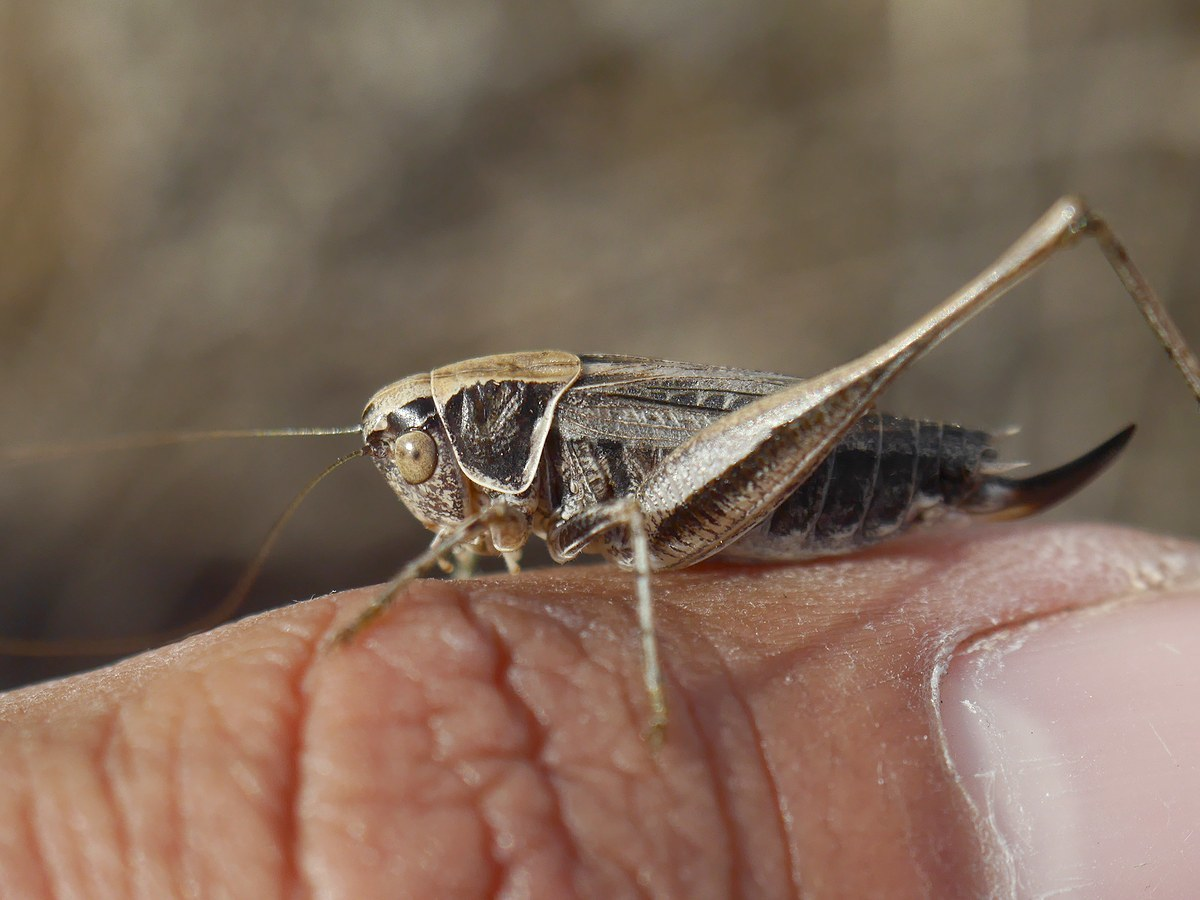
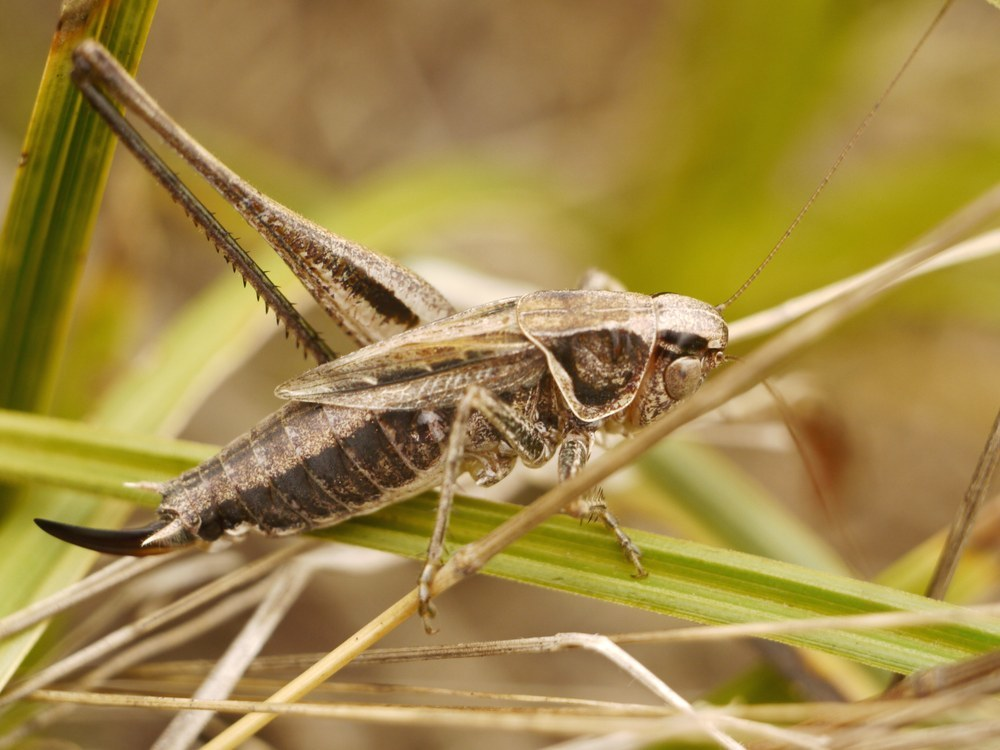
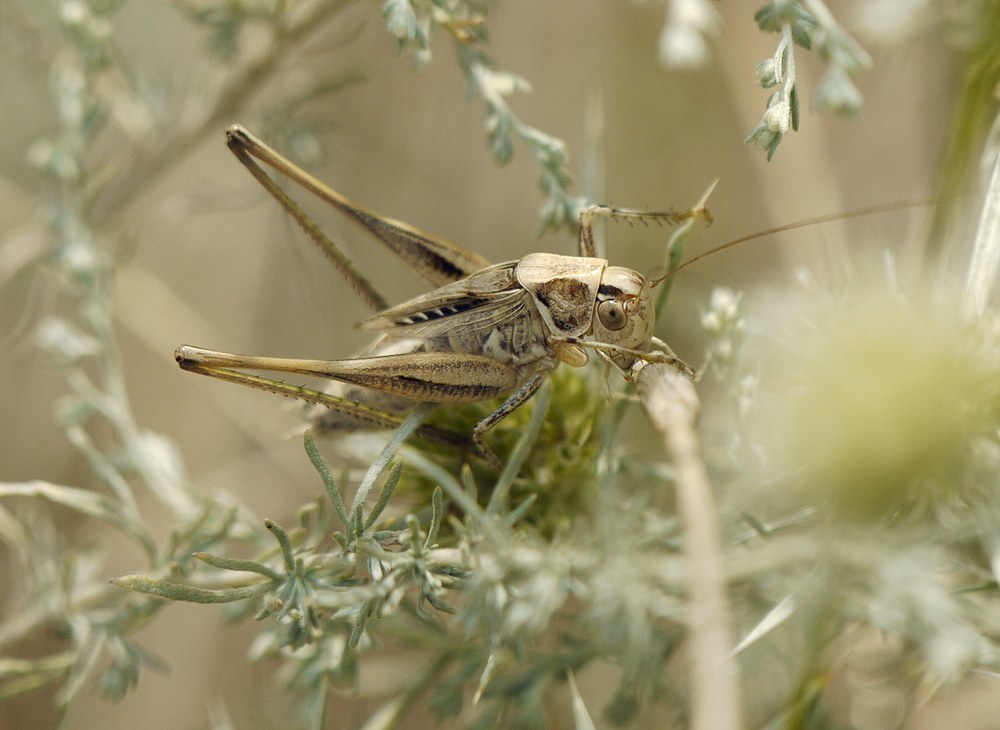
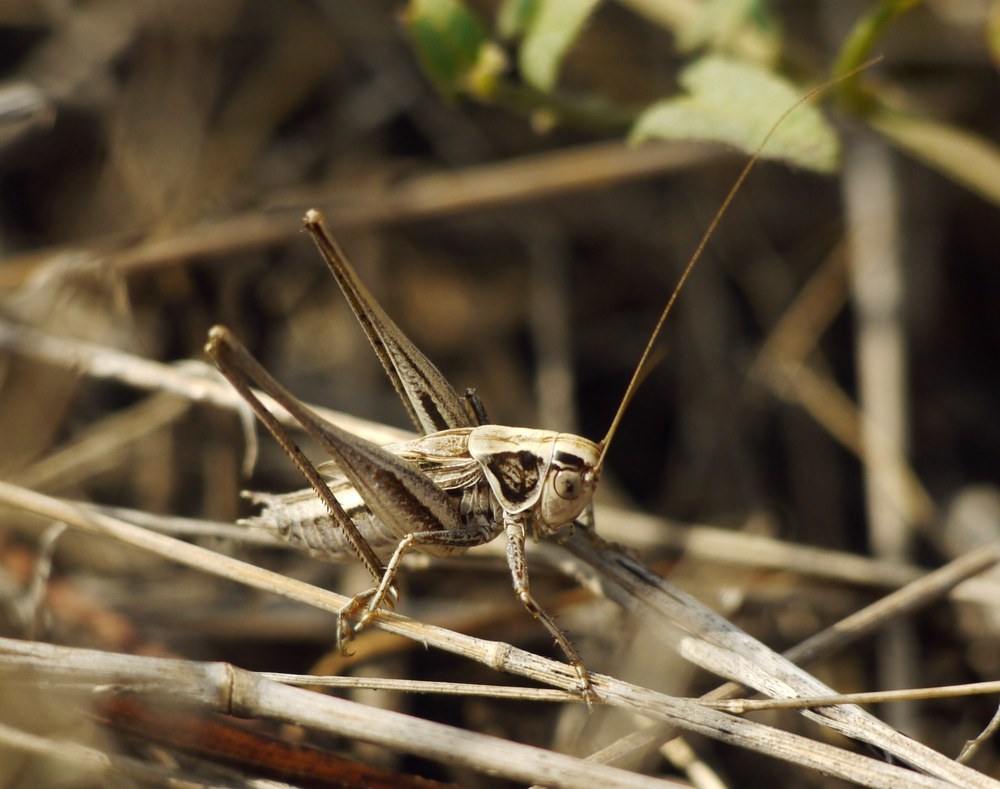

Magyarországon nem védett.